# 1959年英國大選
1959年英國大選舉辦於1959年10月8日。保守黨連續三次在大選中獲勝，其議席數比自由黨和工黨合計還要多101席，這也是英國戰後首次出現政府在第三個任期時仍增加議會多數的情況。但另一方面，工黨在蘇格蘭獲得了最多席位。得益於經濟成長，保守黨得以在這次選舉中取得席次增加。